# Озёрка (рынок)
Озёрка — самый большой рынок Днепра. Расположен в непосредственной близости от вокзала в западной части центрального района, южнее от главного проспекта города — проспекта Дмитрия Яворницкого. По уровню товарооборота на первом месте среди рынков Украины.
Адрес: улица Шмидта, 2/3.

## История
Название рынка произошло от озёрной и болотистой местности являвшейся поймой речки Половица и истоком ее притока начинавшегося в районе улицьі Пастера и бежавшего через всю Фабрику.
В 1885 году городская дума разрешила некоторым людям построить деревянные мясные лавки на Озёрной площади. С расширением рынка вода из водоёмов была спущена по вырытому каналу в низину в Городской сад (современный парк Глобы, бывший сад Лазаря Глобы), где уже существовал природный водоём. До сих пор во время реконструкции рынка находят сваи, на которых строили первые постройки из-за вязкости грунта.
В советские времена рынок был источником альтернативных высококачественных продуктов питания днепропетровцев.
В 1990-х годах рынок стал главным торговым местом города и начал приносить высокие прибыли.
В 2004 году рынок был приватизирован. За право владения рынком развязалась настоящая криминальная война (см., например, Курочкин, Максим Борисович).